# Sukarami (Lais)
Sukarami is een bestuurslaag in het regentschap Bengkulu Utara van de provincie Bengkulu, Indonesië. Sukarami telt 707 inwoners (volkstelling 2010).